# Iñigo Liceranzu
Jesús Iñigo Liceranzu Otxoa (Zaldibar, 13 marzo 1959) è un allenatore di calcio ed ex calciatore spagnolo di origini basche, di ruolo centrocampista.

## Carriera

### Club
Durante la sua carriera da calciatore venne soprannominato per la sua durezza Rocky, in riferimento al personaggio del film di Sylvester Stallone.  Difensore centrale, condivise con Andoni Goikoetxea il ruolo di marcatore nell'Athletic Bilbao che vinse il campionato di calcio spagnolo 1982-1983 e 1983-1984, la Coppa del Re nel 1984 e la Supercoppa di Spagna nello stesso anno. Ha segnato il gol numero 3.000 in campionato dei rojiblancos, decisivo per la conquista della Liga 1983-1984.

### Nazionale
Ha giocato una partita internazionale con la nazionale di calcio della Spagna il 30 aprile 1985 contro il Galles. Come allenatore ha guidato numerose squadre basche nelle categorie minori, tra cui il Barakaldo, l'Amurrio ed il Lemona.

## Palmarès

### Competizioni nazionali
- Campionato spagnolo: 2

Athletic Bilbao: 1982-1983, 1983-1984
- Coppa di Spagna: 1

Athletic Bilbao: 1983-1984
- Supercoppa di Spagna: 1

Athletic Bilbao: 1984